# Рапов, Михаил Александрович
Михаил Александрович Рапов  (1 (14) января 1912, Рыбинск — 12 мая 1978, Москва) — советский писатель и краевед, автор широко известного исторического романа «Зори над Русью», книги об архитектурных памятниках «Каменные сказы», книги очерков «Рыбинск» и повести о волжских бурлаках «Зимогоры»; заслуженный учитель школы РСФСР, первый председатель Рыбинского городского общества охраны памятников истории и культуры, член Союза писателей СССР.

## Происхождение
Основателем рода Раповых был граф Жан Рапп граф де Кольмар, который служил генерал-адъютантом Наполеона Бонапарта. Внук Жана Раппа — Николя — бежал от французской революции 1848 года в Россию и сменил здесь фамилию на русскоязычную «Рапов». Он имел дом на Смоленской площади в Москве, деревни и крестьян в Орловской и Ярославской губерниях, служил царю, участвовал в войне 1877—1878 годов и стал героем Плевны, имя которого высечено на монументе.
У Николая Рапова осталось три сына: Александр, Семён и Андрей, после смерти отца оказавшихся с опекунами в Рыбинске. Александр Николаевич, как и родитель, стал военным и дослужился до чина штабс-капитана. Он женился на дворянке Ольге Николаевне Овсянниковой, которая работала до замужества учителем русского языка и литературы.

## Молодость
Михаил Александрович Рапов родился 14 января (1 января по старому стилю) 1912 года в Рыбинске, а через три месяца отец был переведён в Ровно, куда переехала и семья. Там она оставалась до начала Первой мировой войны, когда была эвакуирована в Москву.
В 1914 году Александр Рапов погиб на австрийском фронте под городом Тарнув. Он поднял свой полк в атаку на Галицийских полях и, получив 18 ранений, не дал взять себя в плен. Посмертно Александр Николаевич получил звание подполковника и Георгиевский крест.
Тело героя четыре месяца везли на родину — в Рыбинск, куда как раз перебралась из Москвы вдова с детьми. 1 марта 1915 года в Крестовоздвиженской церкви Рыбинска состоялась панихида по Александру Николаевичу Рапову, которую служил священник Валентин Стратилатов, говоривший о покойном как о человеке «высшего благородства, безмерной скромности в мнении о себе, безграничной деликатности».
Возможно, увлечение Михаила историей выросло из интереса к родовым корням. 
После смерти мужа Ольга Николаевна работала служащей и делопроизводителем на железной дороге, а затем — вновь учительницей начальной школы, преподавателем русского языка и литературы в средней школе № 1. Она воспитывала сына вместе с няней — Еликанидой Прокофьевной. В детстве Михаил Рапов очень любил рисовать, наблюдать природу, занимался в кружке юных натуралистов, а также писал стихи.
В 1929 году он окончил среднюю школу № 1 города Рыбинска, попытался поступить в вуз, но потерпел неудачу и стал работать землеустроителем в организации Рыбинского хозяйства. Следующие два года Михаил занимался обмерами рабочих посёлков Первомайской фарфоровой фабрики в посёлке Песочном Ярославской области. Параллельно он посещал Рыбинскую изостудию Пролеткульта под руководством художника Михаила Щеглова, которую чуть раньше окончили участник знаменитого творческого коллектива КУКРЫНИКСы Николай Соколов и художник Большого театра Григорий Базурин.
В 1931 году Михаил Рапов устроился младшим научным сотрудником в Ивановский научно-исследовательский институт организации рыбного хозяйства и тогда же побывал в гидробиологической экспедиции.
С конца 1931 по 1933 год он работал художником в ИЗО, в бригаде Рыбинского моторостроительного завода. В это время группа местных педагогов готовила к изданию учебник по естествознанию. Возглавлявший эту работу Константин Сергеевич Масленников попросил двадцатилетнего Михаила сделать художественное оформление этой книги, и тот успешно справился с задачей.
Всё время работы Рапов пытался поступать то в один, то в другой вуз (всего их было 12), терпел неудачи, поскольку у него не принимали документы, но в 1933 году всё же стал студентом Рыбинского авиационного института, и отвечал во время учёбы за его художественное оформление. В 1937 году Михаил Александрович с отличием окончил институт, получив квалификацию инженера-механика — технолога по холодной обработке металлов резанием.
С 8 февраля 1938 года по путёвке Наркомата авиационной промышленности СССР Рапов поступил на Рыбинский авиационный воензавод № 26 (позже завод «Рыбинские моторы», ныне НПО «Сатурн») конструктором станочной группы в конструкторское отделение Управления главного механика завода. Одновременно Михаил Александрович начал преподавать специальные дисциплины в отделе подготовки кадров. Работа была ответственная — предприятие как раз занималось выпуском приобретённого по лицензии и модернизованного советскими специалистами двигателя «Испано-Сюиза 12Ybrs», получившего в нашей стране название М-100, который устанавливался, в частности, на истребители «Сталь» и самолёты-разведчики.
В 1938 году Михаил Александрович женился на Маргарите Алексеевне Александровской — уроженке города Пошехонье-Володарского Ярославской области, выпускнице химического факультета Ярославского педагогического института, а 2 апреля 1939 года у них родился сын Олег — будущий историк.

## Эвакуация
Следует заметить, что войну ждали заранее. Уже с сорокового года на заводе, где трудился Рапов, стали выпускать новый двигатель для перспективного истребителя Як-1. Тогда же было согласовано, что в случае войны, при угрозе Рыбинску, предприятие должно перебраться на новую площадку в городе Черниковске под Уфой. Здесь возводился комбайновый завод, который в 1940 году перепрофилировали в моторостроительный завод № 384 для нужд авиации. Как раз на его площади, в случае необходимости, должно было эвакуироваться рыбинское предприятие.
С первых дней Великой Отечественной войны Рыбинский авиазавод № 26 перестроился на выпуск продукции, необходимой для фронта. С июля по сентябрь 1941 года вместо предусмотренных заданием 3371 авиамоторов было выпущено 3458, а чтобы быстрей возвращать в строй повреждённые в бою истребители и бомбардировщики, работники завода организовали ремонт авиадвигателей во фронтовых условиях.
К началу октября 1941 года немецкие танковые колонны вышли на Верхнюю Волгу около Калинина (ныне Тверь). До Рыбинска им оставалось не более 200 километров. Учитывая это, в ночь с 15 на 16 октября Государственный комитет обороны принял решение об эвакуации Рыбинского авиазавода № 26 под Уфу.
Чтобы обмануть немецкие самолёты-разведчики, на предприятии делали вид, что никуда не собираются. Однако в самих цехах производился демонтаж оборудования, упаковка станков и документации. Михаил Рапов наряду с другими принимал участие в этой ответственной работе.
С 25 октября в Рыбинском порту началась погрузка оборудования на баржи, которые по Волге и другим рекам шли в Уфу. Следом такие же баржи везли заводчан с семьями. Вторая и наиболее ценная часть грузов отправлялась в Башкирию по железной дороге: конечным пунктом была станция Черниковка в 20 километрах от Уфы.
Как раз там Михаил Рапов, прибывший в числе первых рыбинцев, и трудился. Несмотря на сорокаградусный мороз, рыбинское оборудование круглосуточно принималось на трёх железнодорожных эстакадах. Сперва Рапов был старшим диспетчером по разгрузке, а затем стал начальником эстакады № 2.
Об объёме работ, которые шли, в том числе, и «через Рапова», свидетельствуют следующие цифры: всего из Рыбинска к месту назначения прибыло 300 железнодорожных вагонов и 25 речных барж, для перевозки этого оборудования с железнодорожной станции и из речного порта пришлось задействовать 20 тракторов, 55 автомашин, 7 подъёмных кранов и 500 подвод, а для его размещения было сооружено 10 производственных корпусов, здания литейного, термического и кузнечного цехов.
4 ноября 1941 года эвакуация предприятия из Рыбинска была полностью завершена. В своей книге «Авиационные поршневые моторы и реактивные двигатели УМПО и их применение на самолетах» ветеран завода Николай Рева позже отмечал: 
За два месяца крупнейший завод прибыл в Уфу в своем полном техническом составе, как говорится, до болтика, до гаечки - со всей номенклатурой цехов, служб и отделов, со всем оборудованием, оснащением, заделом материалов, заготовок, узлов, деталей, агрегатов, моторов и полной технической документацией.
Помимо оборудования, под Уфу приехали 6500 рыбинских рабочих и специалистов. Если считать вместе с семьями, то здесь оказалось около 50 тысяч рыбинцев, для которых соорудили 127 домов и бараков, 2 палаточных лагеря, а частично расселили в городе Черниковске, откуда к заводу быстро проложили рельсы и пустили трамвай.
Кроме рыбинского авиапредприятия, на этой же площадке были размещены мощности эвакуированных из разных уголков Советского Союза заводов № 49, 161, 234, 251, 291 и 307, а также проектное бюро ЦИАМ (Москва) и конструкторское бюро Добрынина (Воронеж). К ним добавились уфимские заводы № 336 и 384. Получился гигант с «полным циклом» производства военных авиадвигателей, и 17 декабря 1941 года приказом наркома авиапромышленности все можности были слиты в одно целое — Государственный завод № 26, получивший номер по «головному» рыбинскому предприятию.
Следом руководству завода поступила телеграмма Иосифа Сталина с требованием «сделать всё возможное и невозможное» для быстрейшего начала выпуска авиадвигателей. Новое предприятие доверие Верховного Главнокомандующего оправдало. Директор завода Василий Петрович Баландин, который в то время одновременно был заместителем наркома авиационной промышленности СССР, позже подчеркивал: «Прибывшие из Рыбинска заделы позволили нам сразу приступить к сборке и испытанию моторов». Вскоре первая продукция предприятия-гиганта уже стала поставляться на фронт. С декабря по март 1942 года ежесуточный выпуск моторов был более чем удвоен.
При самом заводе появились ШРМ (школа рабочей молодежи) и вечернее отделение переехавшего из Рыбинска авиационного института. Но кроме людей с высшим образованием, предприятию требовались специалисты среднего звена. Для их подготовки в начале 1942 года в здании бывшей уфимской школы на Уральском проспекте был заново открыт эвакуированный из Рыбинска авиационный техникум, и 15 января Михаила Рапова перевели туда с завода на должность заместителя директора по учебной работе.
Однако не успело заведение обосноваться на новом месте, как пришло распоряжение собираться обратно. Дело в том, что после разгрома немцев под Москвой опасность занятия ими Рыбинска миновала. В связи с этим 1 марта 1942 года нарком авиапромышленности издал приказ о создании на территории бывшего Рыбинского воензавода № 26 нового предприятия — воензавода № 36 по восстановлению производства и ремонту авиационных моторов.
В апреле 1942 года теперь уже обратно — из Уфы в Рыбинск — потянулись эшелоны с оборудованием и людьми, а с конца месяца из стен завода стали выходить первые отремонтированные двигатели. Следом получил приказ Наркомата авиапрома о возвращении и едва обосновавшийся в Башкирии авиационный техникум. Начались работы по подготовке имущества к переезду, на которых Михаил Рапов проявил незаурядный талант организатора.

## Преподавание
Уже в марте 1942 года техникум, разместившийся в доме № 5 Северного посёлка по ул. Жданова, объявил набор учащихся и месяцем позже начал подготовку кадров. Рапов вел курс «Металлорежущие станки», супруга стала преподавать здесь же химию, а обитала семья в том же здании, в котором два подъезда были отведены под жильё преподавателей. Через полгода техникум получил новое здание на улице Чкалова, откуда выехал военный госпиталь. Но Раповы остались в своей прежней трёхкомнатной квартире № 24, где Михаил Александрович жил вплоть до середины семидесятых.
С учётом трудностей военного времени учащиеся под присмотром педагогов постигали не только азы своей профессии. Михаил Рапов, например, возглавлял группы в подсобном хозяйстве техникума в районе Глебова, на торфоразработках в Тихменеве и станции Лом, в колхозах Ярославской области, а также руководил бригадами учащихся по восстановлению здания техникума, которое несколько раз страдало от бомбёжек.
В 1943 году Михаил Александрович вступил в ряды ВКП(б) и попросился на фронт, но руководство посчитало, что в качестве преподавателя он будет полезнее. Однако вклад Рапова в Победу огромен — ведь его ученики и выпускники трудились на заводе, который за 1943 год отремонтировал в полтора раза больше военных авиадвигателей, чем за год предыдущий, а за четыре первых месяца 1945-го выпустил моторов больше, чем за весь 1944-й.
Понятно, почему во время первого послевоенного выпуска в актовом зале техникума медали «За доблестный труд в Великой Отечественной войне 1941—1945 годов» были вручены не только 230 учащимся, но и супругам Раповым.
В 1946 году Михаил Александрович был назначен заведующим технологическим учебным отделением вуза, а с 1948 года возглавлял предметную комиссию технической механики. Кроме того, по инициативе Рапова в техникуме было создано научно-техническое общество учащихся, для которого он подготовил Положение. Опыт работы данного коллектива был рассмотрен на Всесоюзном совещании в Москве и распространён по всем учебным заведениям отрасли.

## Зори над Русью
Ещё в 1940 году Михаил Рапов задумался над созданием романа «Зори над Русью» о временах Дмитрия Донского. Когда первые главы будущей книги обсуждались на заседании литературного актива, выбор темы вызвал удивление. События шестисотлетней давности — единоборство Руси с монголо-татарами — казались очень далёкими и не актуальными для Советской России. Однако творческий процесс прервала война.
Михаил Александрович возобновил работу над книгой после войны. Он изучал труды русских и советских историков, читал летописи, не раз бывал на Куликовом поле, фотографировал и делал зарисовки — так рождалось произведение.

Выпускник Рыбинского авиационного техникума Адольф Константинович Павлов, учившийся там в первой половине пятидесятых годов, вспоминал: 
Михаил Александрович Рапов был настолько оригинален, что его знали все. Ходил в бриджах, туфлях на очень толстой подошве и в необычного покроя пиджаке, в нагрудном кармане которого всегда торчало 4-5 авторучек. Умные, веселые глаза смотрели на окружающих сквозь толстые очки. Вообще он больше напоминал иностранца, волею обстоятельств оказавшегося в нашем заштатном городе. <…> Пошел по техникуму слух, что Михаил Александрович работает над исторической книгой. Мы к нему: «Так ли это?» Он сначала отшучивался, а потом согласно кивнул головой: «Да, пишу. Какие времена? Времена Куликовской битвы, Дмитрия Донского». Мы с восторгом смотрели на Рапова - как же, первый в нашей жизни живой писатель, с которым можно запросто встретиться в коридоре и даже поговорить. Чуть позже Рапов читал нам главы из той, существовавшей в рукописи книги…»
В 1954 году вышли первая и вторая книги романа «Зори над Русью» с художественным оформлением автора, а в 1958 году увидела свет третья книга. Тогда же, 1 октября 1958 года, за этот литературный труд Михаил Александрович был принят в Союз писателей СССР.

## Дальнейшая деятельность
Перед Раповым открылась возможность заниматься литературным делом на профессиональной основе — однако он остался верен уже выбранному преподавательскому делу и организации внеучебной работы с молодёжью. В 1960 году Михаил Александрович, например, подготовил Устав для вновь созданного в техникуме университета культуры с многочисленными факультетами, возглавил этот «вуз в вузе» и, одновременно, стал деканом факультета изобразительного искусства. Тогда же, 13 мая 1960 года, Рапов был награждён знаком «Отличник социалистического соревнования».
Помимо преподавания в техникуме и любви к истории Отечества как такового, он активно интересовался краеведением. Как следствие, в 1965 году вышла книга Михаила Рапова «Каменные сказы». Любовь автора к народному зодчеству была заметна уже в «Зорях над Русью», но непосредственное отражение она нашла именно в новом произведении о сокровищах древней русской архитектуры. Ярославль, Углич, Ростов, Тутаев — по этим местам Михаилу Рапову пришлось не раз пройти с записной книжкой и фотоаппаратом.

Фотография, кстати, стала ещё одним увлечением Михаила Александровича. Рыбинец Адольф Павлов вспоминал: 
Он был пионером цветной фотографии в Рыбинске. В те времена процесс проявления, а особенно печати цветных снимков был необыкновенно сложен и требовал точного соблюдения всех параметров растворов, вплоть до температуры с очень малыми допусками. Но Рапов всё это освоил в совершенстве. Я помню ажиотаж вокруг его первой выставки в техникуме, на которой были представлены цветные фотографии. Более того, он, как художник, компоновал негативы, совмещал их и добивался удивительных результатов. Один из снимков представлял собой громадного, раскинувшего крылья орла, летящего над поляной и лесом, а на спине орла стоит Маргарита Александровна в развевающемся платье.
В 1966 году Михаил Александрович, переживавший за состояние древних архитектурных шедевров, стал учредителем и первым председателем Рыбинского городского Общества охраны памятников истории и культуры, и занимал этот пост следующие шесть лет. Он также был делегатом I Всероссийского учредительного съезда ВООПИК. При Рапове как председателе городского общества охраны памятников истории и культуры начались во второй половине шестидесятых годов работы по восстановлению глав и шпиля колокольни рыбинского Спасо-Преображенского собора.
В 1966 году Михаил Александрович начал работать над новой повестью «Зимогоры»: её черновик, выполненный в толстых тетрадях чернильной ручкой, сохранился в Рыбинском историко-архитектурном музее. Эту книгу он писал не только в городской квартире, но и во время отпусков, когда вся семья отправлялась в расположенное на Волге село Иваньковское.
В 1968 году вышел принадлежащий перу Михаила Рапова труд «Рыбинск» — очерки о современном городе с экскурсом в отдельные периоды истории, включая создание Рыбинского водохранилища. Тогда же открылся музей авиационного техникума, в создании которого Рапов принял самое непосредственное участие.
В 1969 году Михаила Александровича поощрили ещё одним знаком «Отличник социалистического соревнования» и Почётной грамотой Министерства авиапромышленности СССР, а его супруге Маргарите Алексеевне, выходящей на пенсию, было присвоено Указом Президиума Верховного Совета РСФСР почётное звание «Заслуженный учитель школы РСФСР». Осенью 1972 года Рапову также присвоили звание «Заслуженный учитель школы РСФСР», после чего Михаил Александрович вышел на пенсию.
Кропотливая работа над повестью «Зимогоры» продолжалась ещё долго, и книга вышла только в 1974 году. Она рассказывает о жизни волжских бурлаков, «столицей» которых до революции считался Рыбинск. Непосильный труд летом и безработица зимой — таким был удел речного грузчика. Потому и звали их «зимогорами». Повесть написана с глубоким знанием быта простонародья и разгульных купцов Рыбинска. Во-многом, именно благодаря перу Рапова возродилась старая «бурлацкая» слава города, а сам он через три года после выхода книги в свет «прирос» памятником бурлаку скульптора Льва Писаревского.
Последние годы жизни Михаил Рапов провёл в Москве, у своего сына Олега Михайловича Рапова — крупного историка, академика РАЕН, доктора наук и профессора кафедры истории России до XIX века в Московском государственном университете им. М. В. Ломоносова.
Тем временем в 1977 году на родине писателя вышел приуроченный к 200-летию города фотоальбом «Рыбинск» с текстом Михаила Рапова.

Михаил Александрович Рапов скончался после инфаркта 12 мая 1978 года и был похоронен на Хованском кладбище столицы. В честь Михаила Рапова в 1989 году названа одна из улиц Рыбинска (бывшая улица Жданова), на которой он жил, а на доме, где он жил, имеется мемориальная плита. Характеризуя личность земляка, Рыбинская газета «Анфас» отмечала: 
Такие люди, как автор романа «Зори над Русью», «Зимогоров» и «Каменных сказов», появляются в городе раз в столетие – в лучшем случае… До сих пор его очерки и книги о Рыбинске остаются непревзойденными среди множества другой краеведческой литературы последнего сорокалетия.
Дело Михаила Александровича продолжает его любимая внучка Злата Рапова. Выпускница истфака МГУ, она, как дед, находит время и для преподавательской деятельности, и для литературного творчества. Злата Рапова является, в частности, Президентом Международного Союза писателей «Новый современник», победителем конкурса «Золотое перо Руси — 2007», шестикратным лауреатом международных литературных конкурсов, владелицей более 40 международных наград, главным редактором газеты «Современная литература» (Россия), членом редколлегии журнала «The Yonge Street Review». Её перу принадлежат 9 книг и более 300 статей научного, научно-популярного и публицистического жанров.

## Книги Михаила Рапова
- Рапов М. А. Зори над Русью: повесть лет, приведших Русь на Куликово поле. — Ярославль : Верхне-Волжское книжное издательство. — 1954. — 412,[1]c.
- Рапов М. А. Каменные сказы: Сокровища древней русской архитектуры Ярославской области. — Ярославль: Верхне-Волжское книжное издательство. — 1965. — 236 с.
- Рапов М. А. Рыбинск, Ярославль. — Ярославль: Верхне-Волжское книжное издательство. — 1968.
- Рапов М. А. Зимогоры: Историческая повесть. — Ярославль: Верхне-Волжское книжное издательство, 1974. — 208 с.
- Рыбинск: Фотоальбом / Текст М. А. Рапова. — М., 1977.

### Переиздания книги М. А. Рапова «Зори над Русью»
- Рапов М. А. Зори над Русью. Повесть лет приведших Русь на Куликово поле / Предисл. акад. Б. А. Рыбакова; Худож. Э. Б. Табачник. — М.: Советская Россия, 1971. — 736 с.: ил.
- Рапов М. А. Зори над Русью: Повесть лет, приведших Русь на Куликово поле / Послесл. В. Чалмаева  Худож. А. Князев. — Ярославль: Верхне-Волжское книжное издательство, 1978. — 766 c.: ил.
- Рапов М. А. Зори над Русью: повесть лет, приведших Русь на Куликово поле / Послесл. В. А. Лебедева; Худож. А. М. Князев. — Ярославль: ЛИЯ, 1993. — 734,[1]с.: ил. — ISBN 5-86895-001-1.
- Рапов М. А. Зори над Русью: Повесть лет, приведших Русь на Куликово поле: В 2 т. — М.: ПАИМС, 1993. — 415+383 с.
- Рапов М. А. Зори над Русью. Роман: В 2 кн. — Гурьевск: ТОО «Брайт Лайт», 1993.
- Рапов М. А. Зори над Русью. Роман / Худож. С. П. Ловыгин. — Ярославль: Нюанс; Рыбинск: Рыбинский дом печати, 1997. — 750,[1] с.